# Cucurbita moschata
Abóbora-cheirosa (Cucurbita moschata) é uma espécie nativa do Atlântico médio e sudeste dos Estados Unidos, assim como Porto Rico. Inclui variedades de abobrinha e abóbora. Inclui variedades de Cucurbita moschata que geralmente são mais tolerantes ao clima quente e úmido do que Cucurbita maxima ou Cucurbita pepo. Eles também costumam apresentar maior resistência a doenças e insetos.

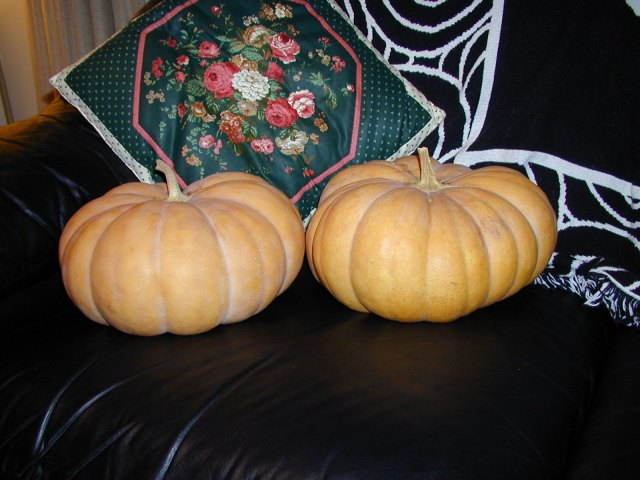
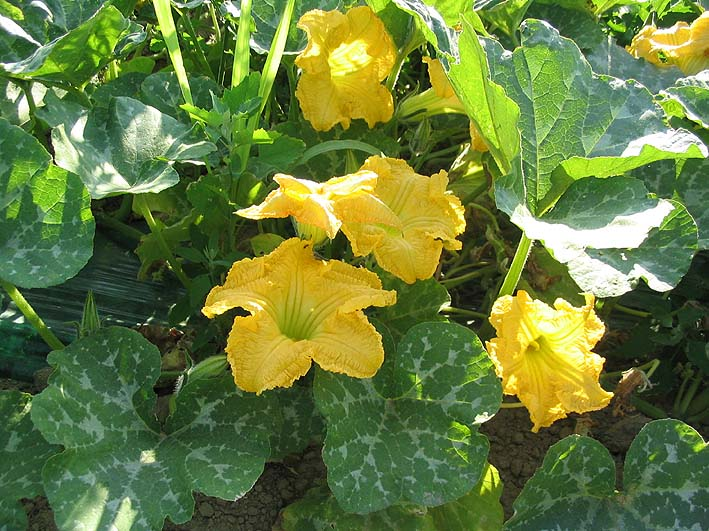
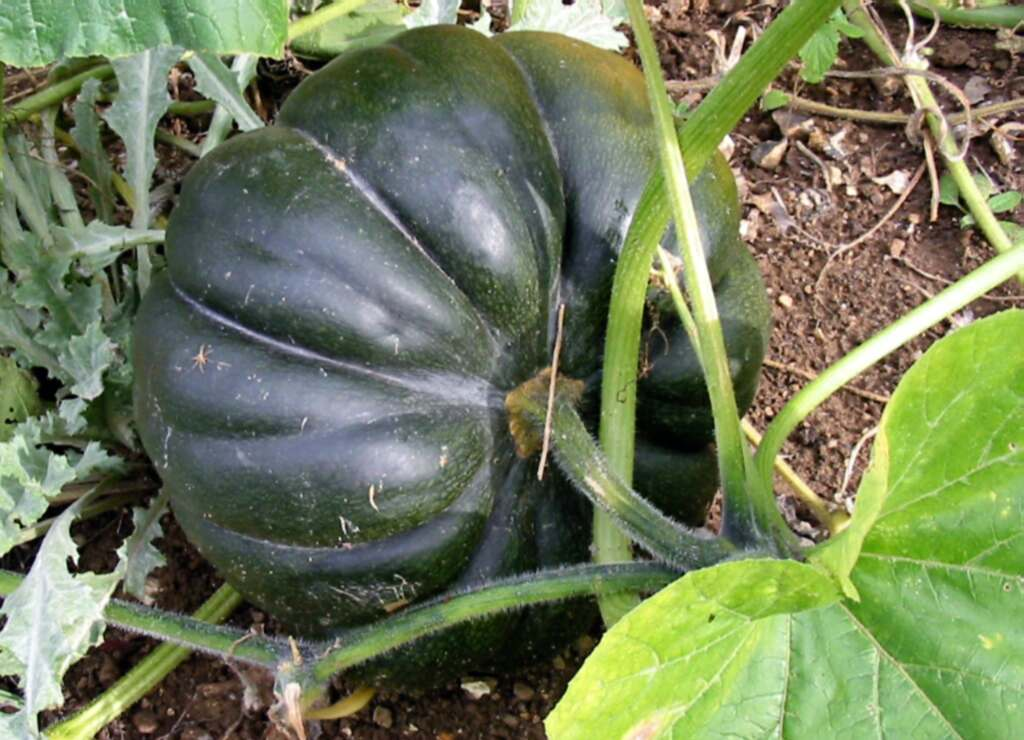